# Tòa án nhân dân tối cao (Trung Quốc)

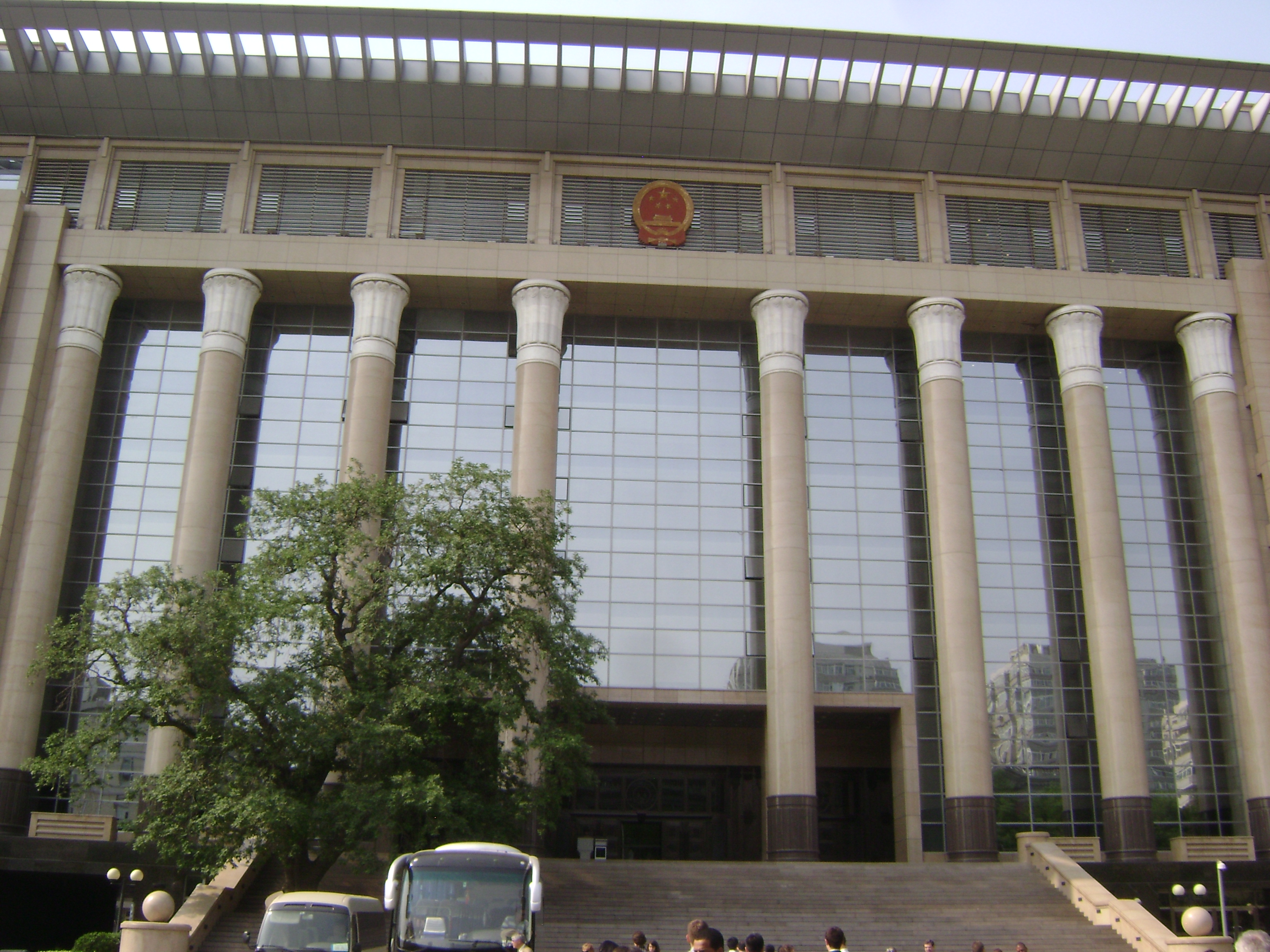
Mặt tiền trụ sở Tòa án nhân dân tối cao ở Bắc Kinh, Trung Quốc.

Tòa án nhân dân tối cao Cộng hòa Nhân dân Trung Hoa là cơ quan xét xử cao nhất của Trung Quốc, có thẩm quyền xét xử phúc thẩm vụ án của tòa án nhân dân cấp cao bị kháng cáo và xét xử sơ thẩm vụ án có tầm quan trọng quốc gia.
Tòa án nhân dân tối cao chịu trách nhiệm trước Đại hội đại biểu nhân dân toàn quốc. Biên chế của Tòa án nhân dân tối cao gồm 400 thẩm phán và hơn 600 công chức, viên chức.
Tòa án nhân dân tối cao là cấp xét xử cao nhất của Trung Quốc và cũng xét xử vụ án của Văn phòng Bảo vệ an ninh quốc gia tại Hồng Kông. Vụ án từ Hồng Kông và Ma Cao không thuộc thẩm quyền của Tòa án nhân dân tối cao vì Hồng Kông và Ma Cao có hệ thống pháp luật riêng biệt dựa trên thông luật Anh, dân luật Bồ Đào Nha.

## Lịch sử
Tòa án nhân dân tối cao được thành lập vào ngày 22 tháng 10 năm 1949 và đi vào hoạt động vào tháng 11 năm 1950.:146 Ít nhất bốn thẩm phán đầu tiên không được đào tạo về pháp luật và hầu hết biên chế ban đầu được điều động từ Quân Giải phóng Nhân dân.:146
Hiến pháp năm 1954 quy định Tòa án nhân dân tối cao thực hiện quyền tư pháp độc lập và chịu trách nhiệm trước Đại hội đại biểu nhân dân toàn quốc.:76–77
Trong thời kỳ Đại Cách mạng Văn hóa vô sản, Hiến pháp năm 1975 bãi bỏ sự độc lập tư pháp và yêu cầu tòa án phải báo cáo với các ủy ban cách mạng.:77 Hầu hết các nhân viên của Tòa án nhân dân tối cao án phải tham gia Phong trào lên núi xuống thôn. Quân Giải phóng Nhân dân điều hành tòa án từ năm 1968 đến năm 1973.:147
Sau khi Đại Cách mạng Văn hóa vô sản kết thúc vào năm 1976, Tòa án nhân dân tối cao tập trung vào các vấn đề pháp lý, đặc biệt là những vấn đề liên quan đến luật dân sự và thương mại, nhằm phục vụ cải cách kinh tế Trung Quốc dưới thời Đặng Tiểu Bình.:147 Hiến pháp năm 1982 khôi phục quyền tư pháp độc lập và cấm cơ quan hành chính, tổ chức xã hội và cá nhân can thiệp vào việc xét xử của tòa án.:77
Ngày 31 tháng 10 năm 2006, Đại hội đại biểu nhân dân toàn quốc sửa đổi Luật Tổ chức Tòa án nhân dân, quy định tất cả các bản án tử hình phải được Tòa án nhân dân tối cao phê duyệt. Một báo cáo năm 2008 nêu rằng Tòa án nhân dân tối cao đã bác bỏ 15% bản án tử hình của các tòa án cấp dưới kể từ khi quy trình phê duyệt được ban hành.
Nhằm tăng cường việc thi hành lệnh của tòa án, Tòa án nhân dân tối cao vào năm 2013 công bố danh sách đen gồm các công dân và công ty Trung Quốc từ chối chấp hành lệnh của tòa án (thường là lệnh yêu cầu nộp tiền phạt hoặc trả nợ) mặc dù có khả năng thực hiện.(tr53)  Tính đến năm 2023, danh sách đen của Tòa án nhân dân tối cao là một trong những công cụ thi hành hiệu quả nhất và đã giúp thu hồi hàng chục nghìn tỷ nhân dân tệ tiền phạt và tiền trả chậm. (tr53)
Ngày 1 tháng 1 năm 2019, Tòa sở hữu trí tuệ thuộc Tòa án nhân dân tối cao được thành lập để xét xử phúc thẩm vụ án do các tòa sở hữu trí tuệ cấp dưới xét xử sơ thẩm.

## Chức năng
Hiến pháp Trung Quốc quy định Tòa án nhân dân tối cao chịu trách nhiệm trước Đại hội đại biểu nhân dân toàn quốc.:14 Ngoài ra, tòa án chịu sự lãnh đạo của Đảng Cộng sản Trung Quốc. Biên chế của Tòa án nhân dân tối cao gồm 400 thẩm phán và hơn 600 nhân viên.:16

### Xét xử
Tòa án nhân dân tối cao xét xử sơ thẩm vụ án được chuyển đến tòa án theo quy định của pháp luật và vụ án mà tòa án xét thấy thuộc thẩm quyền của mình. Tòa án nhân dân tối cao thường thụ lý những vụ việc có khả năng tác động đến việc xét xử các vụ việc tương tự trong tương lai. (tr63) Ngoài ra, Tòa án nhân dân tối cao xét xử phúc thẩm bản án, quyết định của tòa án nhân dân cấp cao, tòa án nhân dân chuyên trách bị kháng cáo, kháng nghị và bản án, quyết định bị Viện kiểm sát nhân dân tối cao kháng nghị theo thủ tục giám đốc thẩm. Khi Tòa án nhân dân tối cao phát hiện sai sót trong bản án, quyết định của tòa án cấp dưới đã được thi hành thì tòa án sẽ điều tra hoặc chỉ định một tòa án cấp dưới để xét xử lại vụ án.
Tòa án nhân dân tối cao cũng phê duyệt bản án tử hình, bản án tử hình hoãn thi hành của tòa án cấp dưới và bản án, quyết định về những tội không được quy định cụ thể trong luật hình sự.

### Giải thích
Tòa án nhân dân tối cao có quyền giải thích việc áp dụng pháp luật trong xét xử. Có bốn loại giải thích tư pháp. Phúc đáp (答复) là văn bản hướng dẫn toà án cấp dưới xét xử một vụ việc cụ thể. Phúc phê (批复) là ý kiến của Toà án nhân dân tối cao về một vụ việc hoặc vấn đề pháp lý, được phổ biến đến các toà án cấp dưới.
Mặc dù Hiến pháp Trung Quốc không cho phép tòa án xem xét tính hợp hiến của luật, Tòa án nhân dân tối cao có thể yêu cầu Ủy ban thường vụ Đại hội đại biểu nhân dân toàn quốc xem xét xem một văn bản hành chính, văn bản địa phương, văn bản khu tự trị hoặc quy định khác có trái với hiến pháp hoặc pháp luật không.:74 Tuy nhiên, Tòa án nhân dân tối cao chưa bao giờ thực hiện quyền hạn này.:78

### Giám đốc
Tòa án nhân dân tối cao giám đốc việc xét xử của tòa án cấp dưới và tòa án chuyên trách.:71

## Cơ cấu tổ chức
Tổ chức Toà án nhân dân tối cao như sau:

### Tòa chuyên trách
- Tòa lập án
- Năm tòa hình sự
- Năm tòa dân sự
- Tòa hành chính
- Tòa tài nguyên môi trường
- Tòa giám đốc thẩm

### Cơ quan nội bộ
- Văn phòng Ủy ban bồi thường
- Cục Chấp hành (Văn phòng Chỉ huy chấp hành)
- Văn phòng Tổng hợp
- Ban Chính trị
- Văn phòng Nghiên cứu
- Văn phòng Quản lý xét xử
- Cục Đốc sát
- Cục Hợp tác quốc tế
- Cục Hành chính tư pháp và Quản lý thiết bị
- Đảng ủy Cơ quan
- Cục Cán bộ hưu trí
- Cục Thông tin

### Tòa lưu động và những tòa khác
- Tòa lưu động số 1[19][20]
- Tòa lưu động số 2
- Tòa lưu động số 3
- Tòa lưu động số 4
- Tòa lưu động số 5
- Tòa lưu động số 6
- Tòa thương mại quốc tế số 1
- Tòa thương mại quốc tế số 2
- Tòa sở hữu trí tuệ